# Вільшанка (Тернопільський район)
Вільша́нка — село в Україні, у Зборівській міській громаді Тернопільського району Тернопільської області. Розташоване на заході району. До 2016 підпорядковане Ярчовецькій сільраді. До 1960 Вільшанка як хутір входила до села Ярчівці.
Населення — 218 осіб (2001).

## Географія
Селом протікає річка Гребелька, ліва притока Стрипи.

## Історія
Перша писемна згадка — 31 жовтня 1467.
12 червня 2020 року, відповідно до розпорядження Кабінету Міністрів України № 724-р «Про визначення адміністративних центрів та затвердження територій територіальних громад Тернопільської області» увійшло до складу Зборівської міської громади.
19 липня 2020 року, у результаті адміністративно-територіальної реформи та ліквідації Зборівського району, село увійшло до складу Тернопільського району.

## Населення

### Мова
Розподіл населення за рідною мовою за даними перепису 2001 року:
| Мова       | Кількість | Відсоток |
| ---------- | --------- | -------- |
| українська | 218       | 100%     |

## Релігія
- церква святого Димитрія (1994, мурована, УГКЦ).

## Соціальна сфера
Діють ЗОШ 1 ступеня, бібліотека.

## Галерея

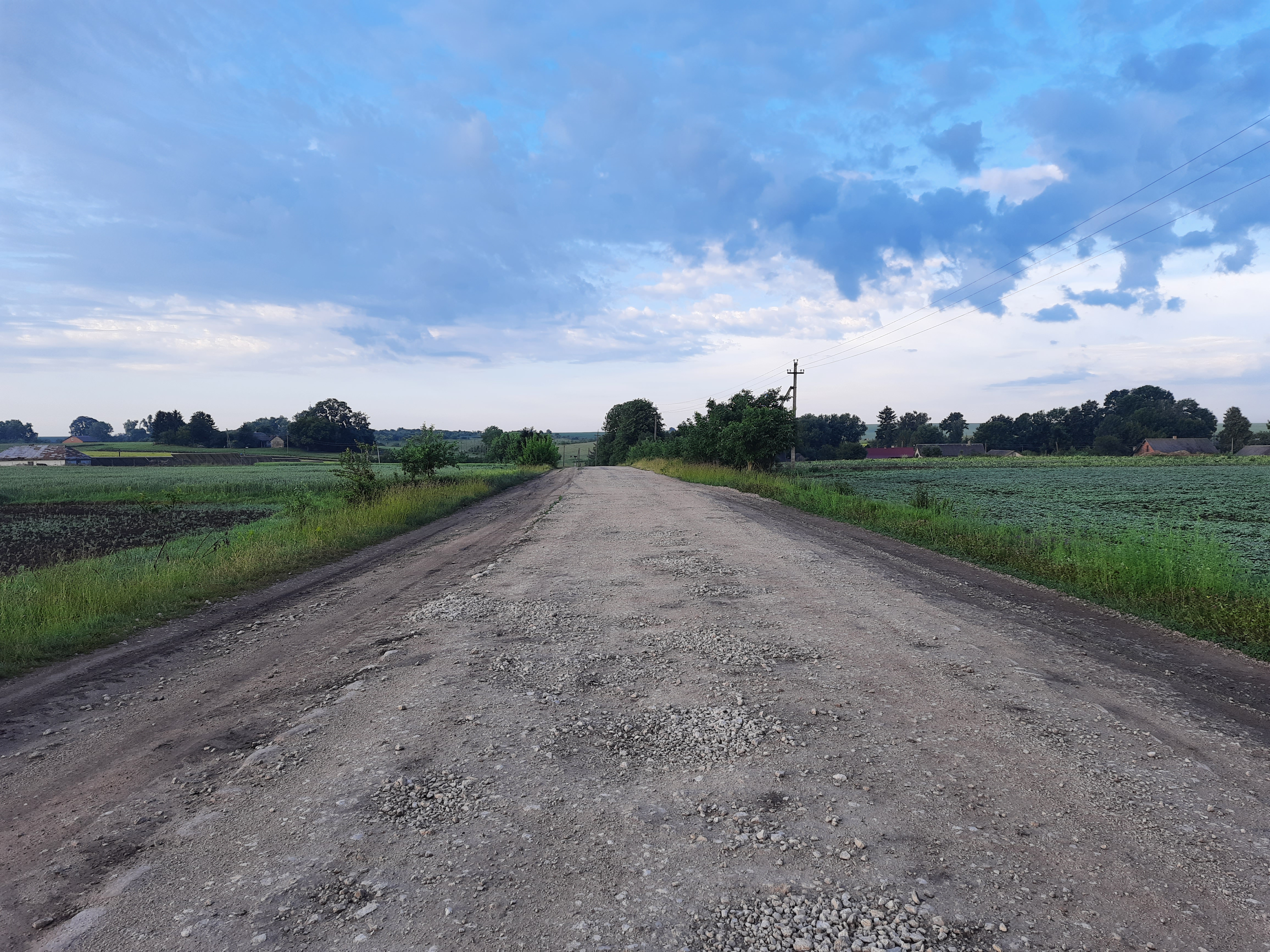
Дорога в село
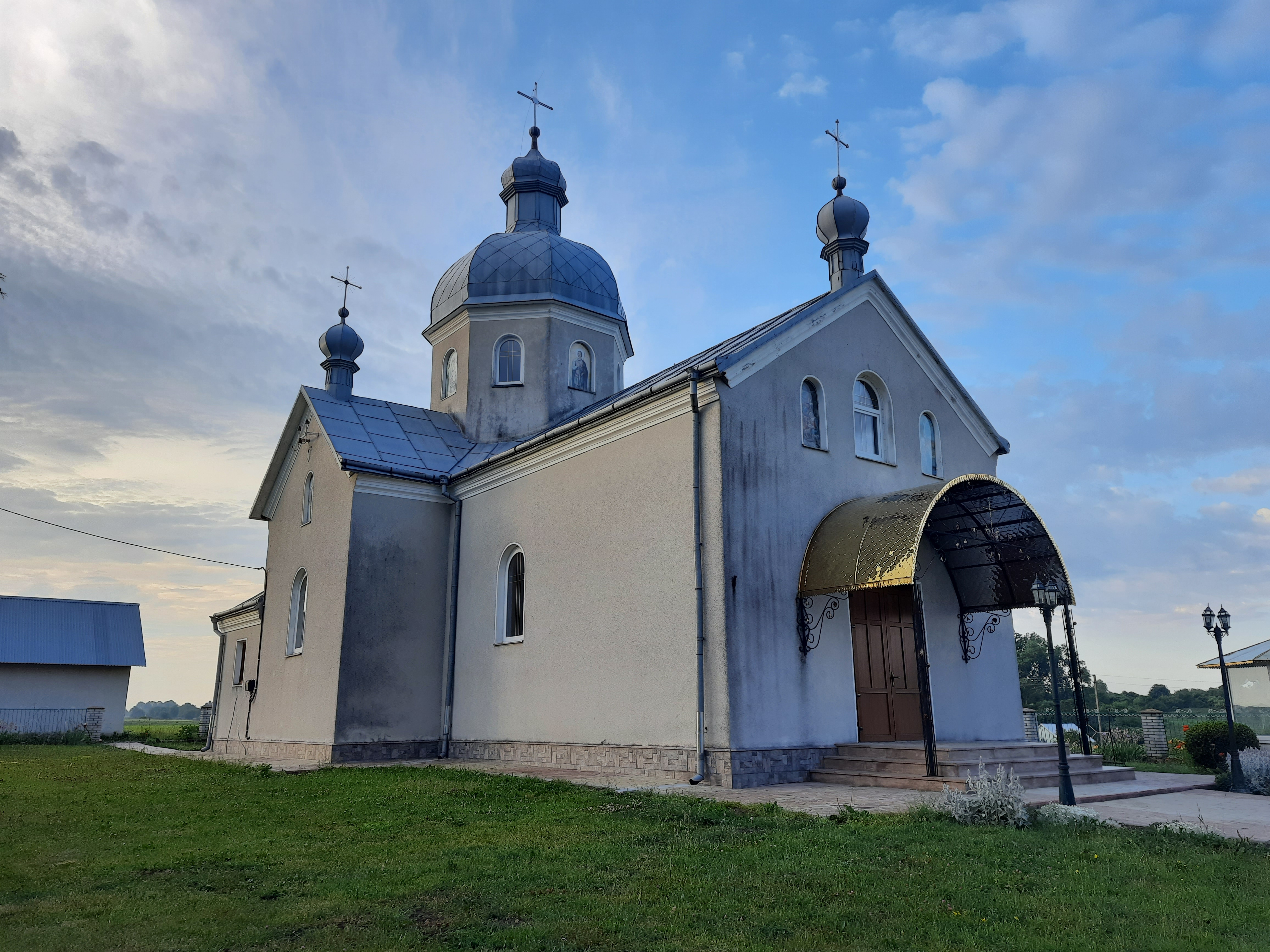
Церква святого Димитрія
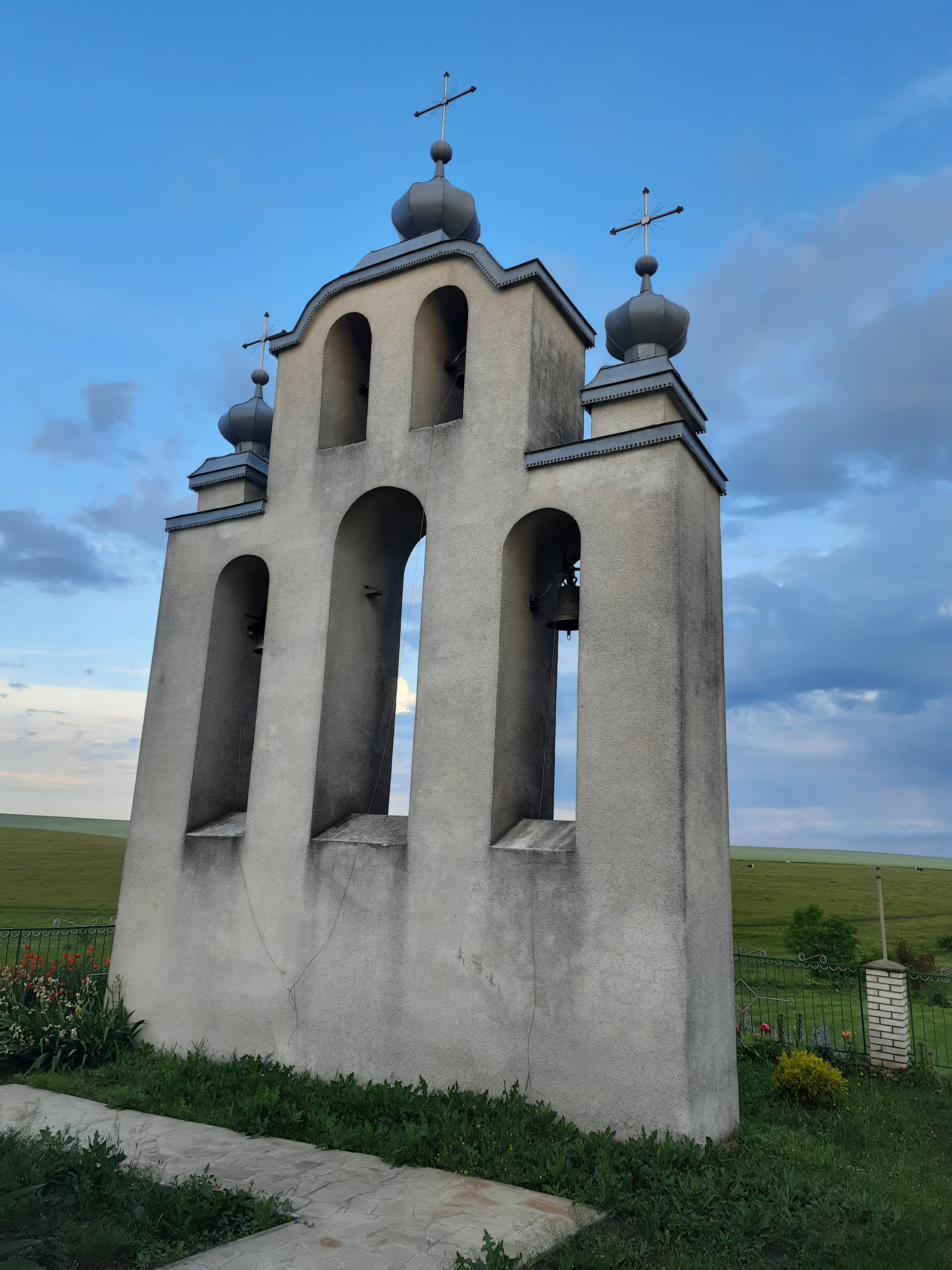
Дзвіниця церкви святого Димитрія
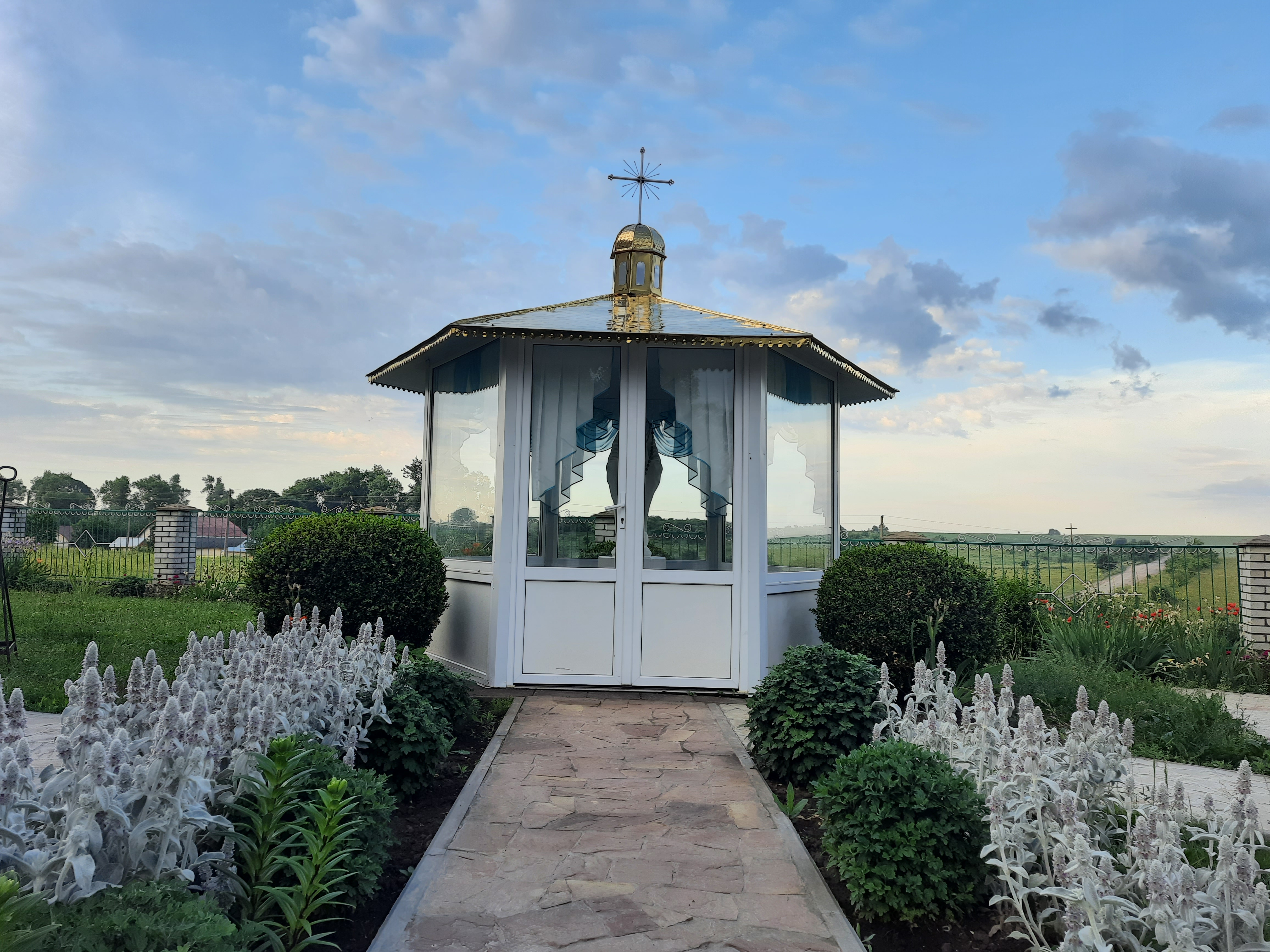
Капличка
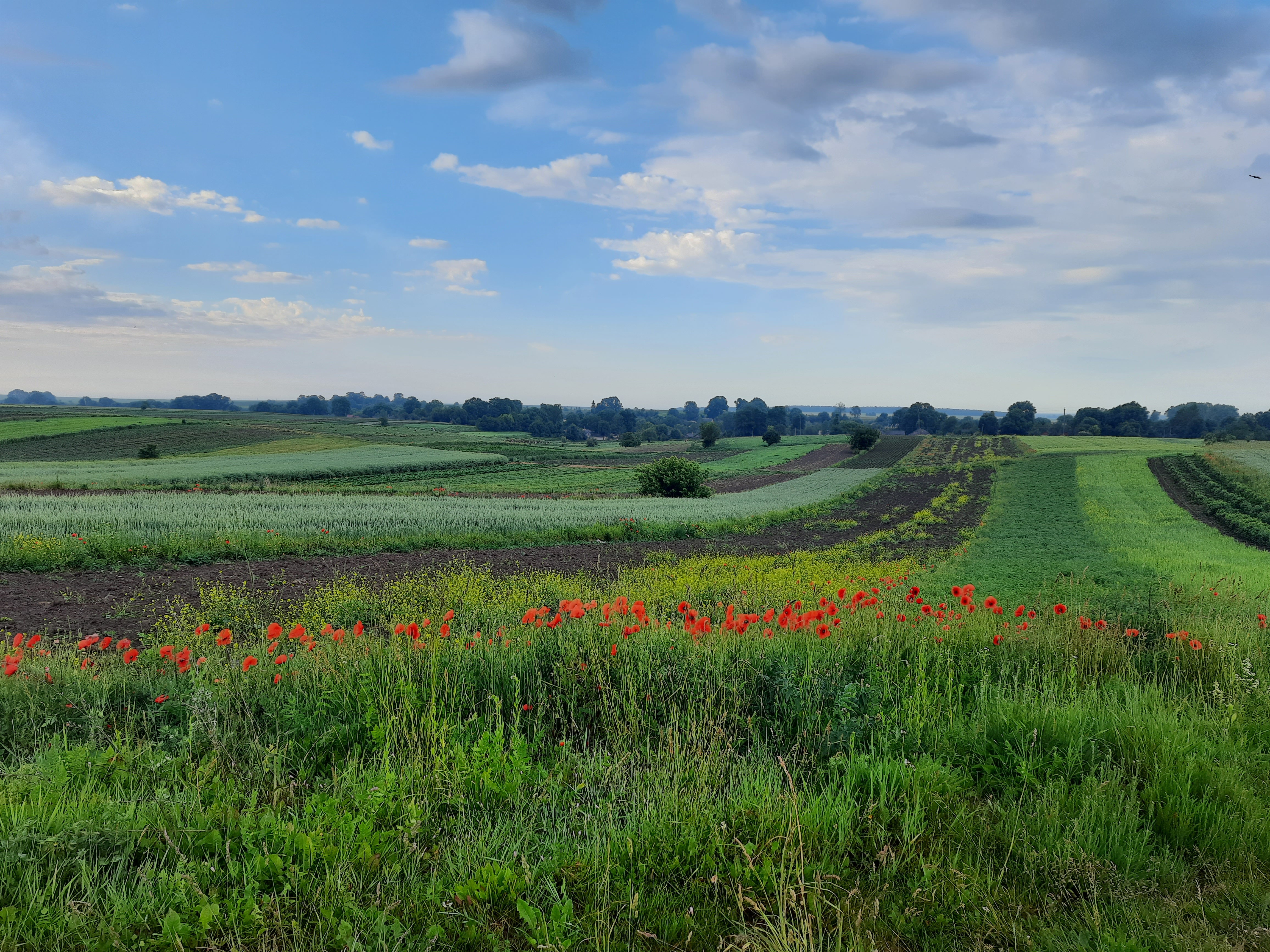
Краєвид біля села